# 加藤厚成
加藤 厚成 （かとう こうせい、1972年4月26日 - ）は、日本の俳優。秋田県秋田市出身。身長181cm、血液型A型。
1992年よりファッション雑誌『POPEYE』、『Hot-Dog PRESS』、『Fine』、『FINEBOYS』、『Boon』、『MEN'S CLUB』、『Gainer』などでモデル活動をしていたが、2002年にテレビドラマ『太陽と雪のかけら』（TBS）で、父親との確執に悩む息子・境正克役で俳優デビューした。

## 出演

### テレビドラマ
- 愛の劇場・太陽と雪のかけら（2002年9月、TBS） - 境正克 役
- 真夜中の雨 第8話（2002年11月、TBS）
- 最後の弁護人（2003年1月、NTV） - 笹本弘 役
- マルサ!! 第5話（2003年5月、フジテレビ）
- 土曜ワイド劇場・キソウの女（2003年10月、テレビ朝日） - 小野川肇 役
- 真実一路（2003年10月、フジテレビ） - 木村正人 役
- 共犯者 第2話・第3話（2003年10月、日本テレビ） - 有田栄一 役
- 怪談新耳袋「残業」（2004年8月、BS-i） - 伊集院 役
- ウルトラシリーズ
  - ウルトラマンネクサス（2004年10月 - 2005年6月、CBC・TBS） - 石堀光彦 役
  - ウルトラマンメビウス 第28話・第43話・第44話・第48話（2006年4月 - 2007年3月、CBC・TBS） - ヒルカワ 役
  - ウルトラギャラクシー大怪獣バトル NEVER ENDING ODYSSEY（2008年12月、BS11・TOKYO MX / 2010年1月、テレビ東京・BSジャパン） - 策略宇宙人ペダン星人 レイオニクスハンター・ダイル 役
- 夜王（2006年1月 - 2006年3月、TBS） - 晴彦 役
- 世にも奇妙な物語 秋の特別編「部長OL」（2006年10月2日、フジテレビ） - 田中 役
- 恋する日曜日第3シリーズ「尽くす女の恋」（2007年4月、BS-i） - 東野誠人 役
- ハンチョウ〜神南署安積班〜 第1話（2009年4月、TBS） - 太田陽一 役
- 金曜プレステージ・妻よ! 松本サリン事件犯人と呼ばれて…家族を守り抜いた15年（2009年6月26日、フジテレビ）
- 月曜ゴールデン・財務捜査官 雨宮瑠璃子 5（2009年11月、TBS） - 河合伸篤 役
- 金曜プレステージ・山村美紗サスペンス「小京都連続殺人事件〜スパイスは復讐の味〜」（2012年5月4日、フジテレビ） - 犬山文彦 役
- 月曜ゴールデン・警視庁南平班〜七人の刑事〜 5（2012年7月2日、TBS） - 酒井 役
- 相棒 season12 第13話（2014年1月22日、テレビ朝日） - 烏森凌 役
- ダークスーツ（2014年11月〜12月・NHK） - 秋山和人 役
- 医師たちの恋愛事情 第2話・第6話（2015年4月 - 6月、フジテレビ） - 杉浦貴也 役
- 霊魔の街（2017年、新潟テレビ21） - 野々宮一矢 役
- 仮面ライダーゼロワン 第38話（2020年7月12日、テレビ朝日） - 天津一京 役

### 映画
- 第3回沖縄国際映画祭出品作品「クロサワ映画2011〜笑いにできない恋がある〜」（2011年、ファントム・フィルム / 監督：渡辺琢） - 司浩一 役
- TOEI HERO NEXT 第2弾「ぼくが処刑される未来」（2012年、東映 / 監督：小中和哉、脚本：長谷川圭一） - 山本勇作 役
- TAP 完全なる飼育（2013年、セディックインターナショナル / 監督：片嶋一貴、脚本：一雫ライオン） - アキレス腱のチンピラ 役
- シン・ゴジラ（2016年7月29日公開、東宝 / 総監督・脚本：庵野秀明、監督・特技監督：樋口真嗣） - 警察庁危機管理担当要員 役[2][1]
- VAMP（2019年8月23日公開 / 監督：小中和哉、脚本：小中千昭） - 石川一人 役

### 舞台
- ちからわざ第8回公演「ランプ」（2006年、THEATER/TOPS / 作：佐藤二朗、演出：堤泰之 プラチナ・ペーパーズ） - 蒲生厚生 役

### ドキュメンタリー
- シリーズ輝石の詩 file10「カバチェッポ〜天空の湖に姫鱒を〜」（2016年2月27日、秋田朝日放送） - ナレーション

### CM
- 花王リーゼ「小アタマヘア」篇（2003年 - 2004年）
- 大正製薬 RiUP X5「生まれる笑顔」篇（2011年）

### PV
- SHU-I「ネバギバ Yeah !」（2011年）

### 玩具
- ウルトラマンネクサス ウルトラレプリカ ダークエボルバー（2025年11月）